# Florêncio II, Conde da Holanda
Florêncio II (Vlaardingen, ca. 1085 - ?, 2 de março de 1121) ou Florêncio, o Gordo, foi o primeiro da dinastia nativa da Holanda a ser chamado Conde da Holanda, de 1091 a 1121.
Ele era filho do seu antecessor Teodorico V e Otilda. Florêncio II encerrou o conflito com o bispo de Utrecht (que ele herdou de seu pai), provavelmente por tornar-se seu vassalo. Em 1101 ele foi dotado com o título de Conde da Holanda pelo bispo de Utrecht, depois de adquirir a Renânia (Leida e arredores) ('comes de Hollant', até esse momento, os domínios dos condes eram oficialmente referidos como Frísia). 

## Casamento e descendência
Por volta de 1108, Florêncio II casou-se com Petronila de Lorena, filha de Teodorico II da Lorena e sua primeira esposa Edviges de Formbach. Gertrude mudou seu nome para Petronila (que é derivado de Pedro), como demonstração de sua lealdade para com a Santa Sé. Petronila e Florêncio II tiveram quatro filhos: 
1. Teodorico
2. Floris
3. Simão
4. Edviges.

Teodorico tornou-se sucessor do pai, como Teodorico VI da Holanda, enquanto que Florêncio ficou conhecido como Florêncio, o Negro e contestou o poder do seu irmão.